# Polski Senovets
Polski Senovets (en bulgare : Полски Сеновец) est un village bulgare de l'oblast de Veliko Tarnovo.

## Géographie
Polski Senovets est situé sur le plateau danubien. Il se trouve entre les collines Barchinata et Chelebi badro.

## Histoire
Il est connu comme village depuis l'époque romaine et était situé à proximité à la colonie romaine de Nicopolis ad Istrum. La première preuve de la création de Polski Senovets comme un village bulgare remonte au XVe siècle.
Le premier maire de Polski Senovets après la libération de la Bulgarie fut Tascho Delimanov.

## Population
| Année      | 1882  | 1893  | 1900  | 1920  | 1934  | 1946  | 1956  | 1965  | 1975  | 1984  | 1991  | 2001 | 2012 |
| ---------- | ----- | ----- | ----- | ----- | ----- | ----- | ----- | ----- | ----- | ----- | ----- | ---- | ---- |
| Population | 2 101 | 2 274 | 2 378 | 2 817 | 3 012 | 2 990 | 2 922 | 2 730 | 2 231 | 2 270 | 1 602 | 870  | 580  |

## Religion
Les villageois sont chrétiens orthodoxes.

### Temple orthodoxe Saint-Théodore Stratilat

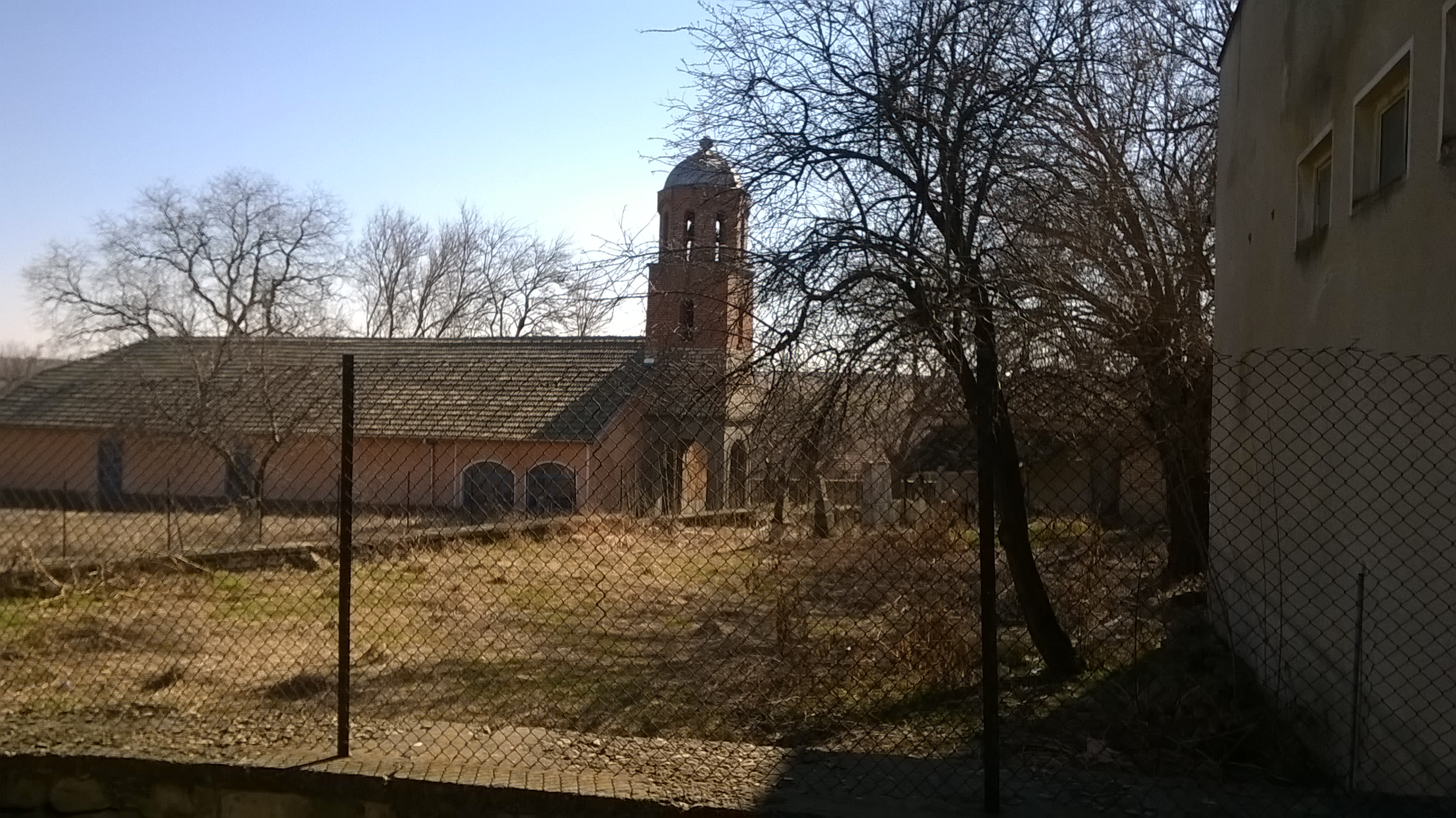
Temple orthodoxe Saint-Théodore Stratilat

L'église a été construite en 1836.Premier prêtre Petar Dachev(1793-1897).

## Éducation

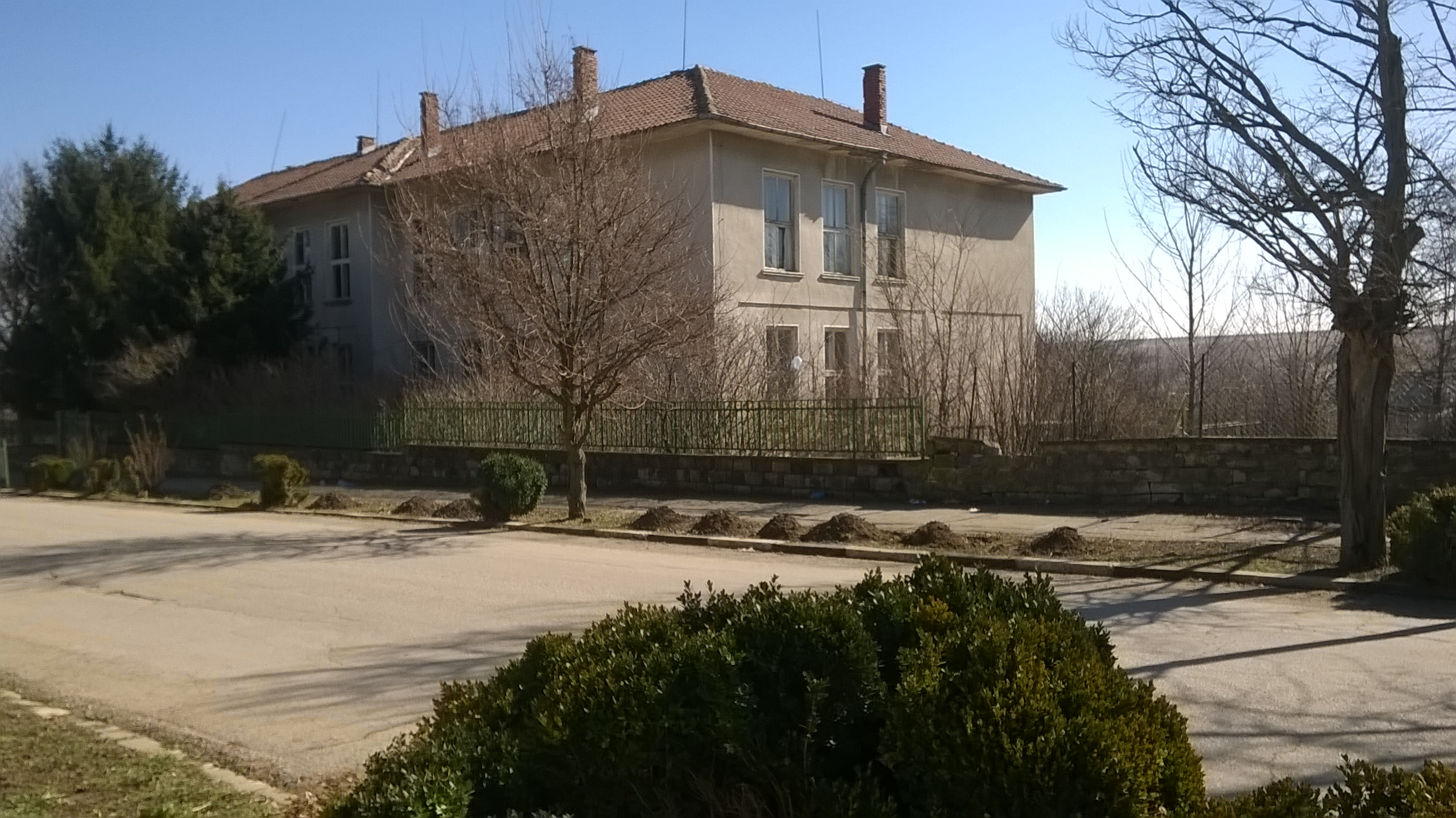
École primaire Nikola Vaptsarov

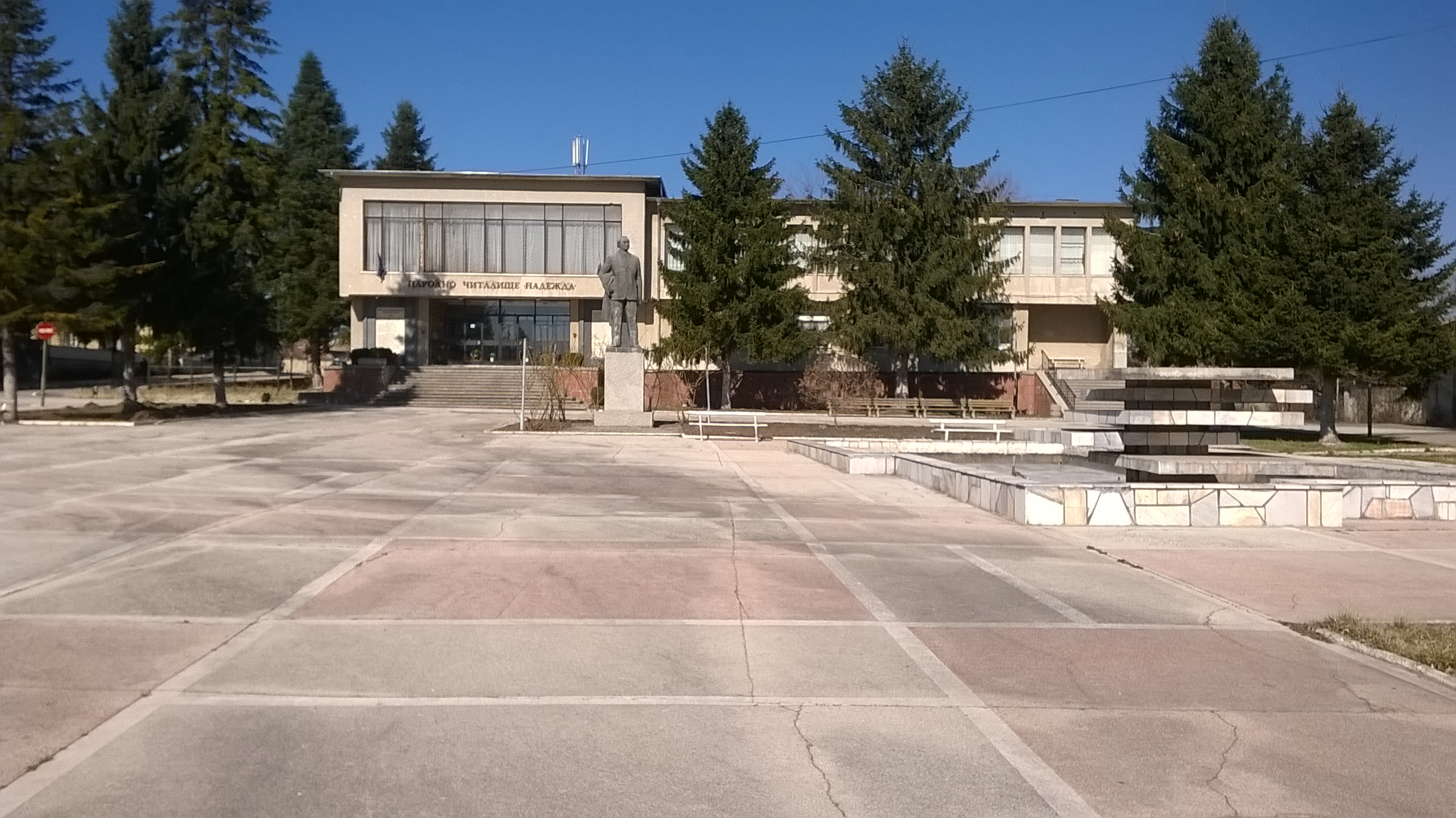
Centre communautaire "Nadezhda 1883"

- École primaire Nikola Vaptsarov : La première école de Polski Senovets polonais a ouvert en 1847.
- Le centre communautaire Nadezhda 1883 est une institution fondée en 1883.

## Quartiers et lieux
- Tabak mahala
- Dolna mahala
- Gorna mahala
- Barchinata
- Celebi badro
- Baderliyski pat
- Oreshaka

## Économie

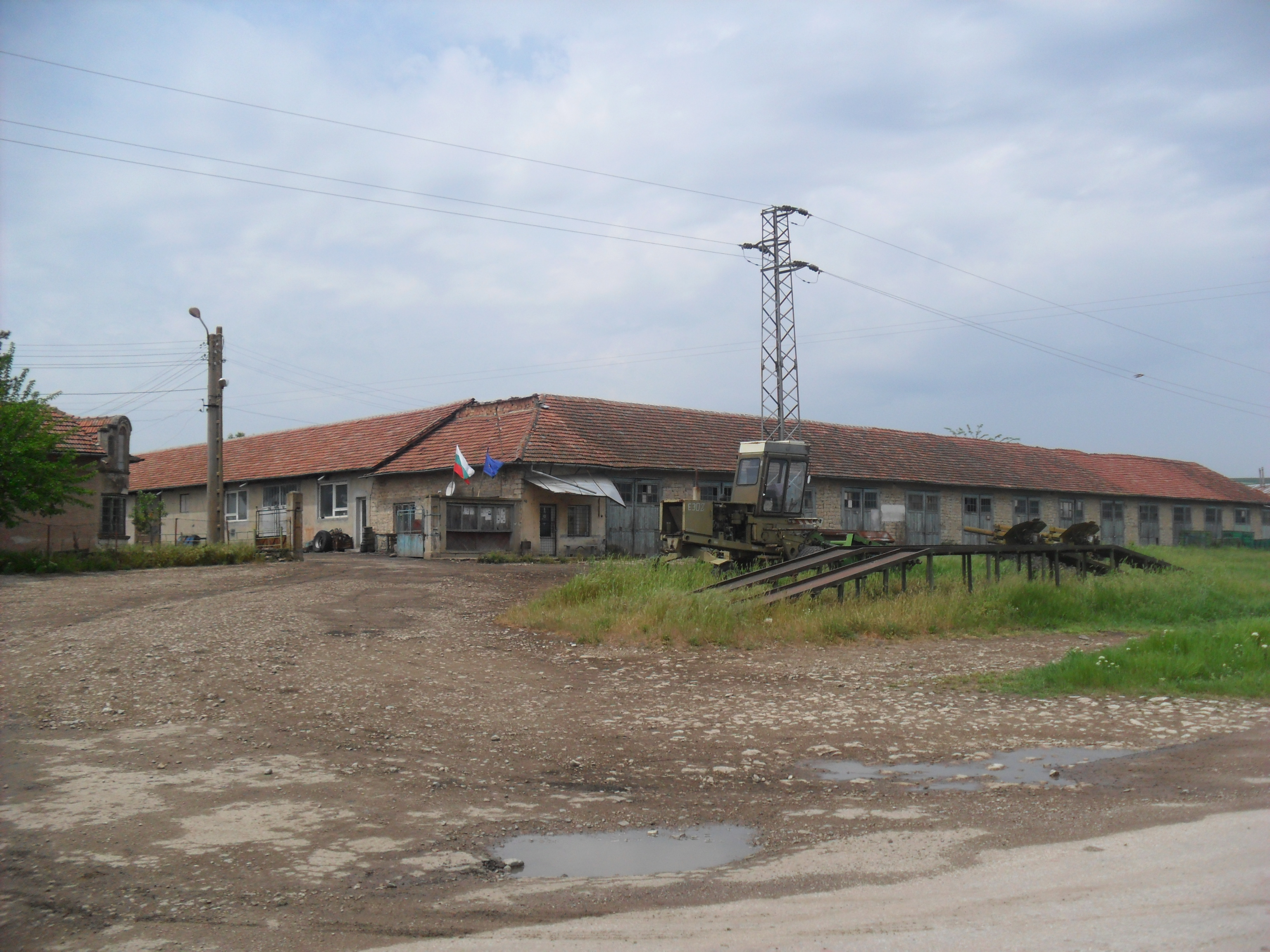
Institution Georgi Dimitrov

- Le travail coopératif agricole Hristo Botev a été fondé en 1949.
- L'Institution Georgi Dimitrov a été fondée en 1958.

## Industrie
- Podel Ltd - fabrication de divers éléments mécaniques et électriques pour les appareils ménagers, les appareils électriques pour l'agriculture et chauffe